# Sweet Rain (WOLF HOWL HARMONY from EXILE TRIBEの曲)
「Sweet Rain」（スウィートレイン）は、WOLF HOWL HARMONY from EXILE TRIBEの1枚目のシングル。2023年8月23日にrhythm zoneから発売。

## 概要
WOLF HOWL HARMONY from EXILE TRIBEのデビュー・シングル。
CDには「ウルフのデビュー曲、あなたならどっち?」企画においてSNS投票により2曲の候補の中からファンが選出した"ファンと一緒に決めたデビュー曲"「Sweet Rain」と、オーディション『iCON Z 〜Dreams For Children〜』男性部門の第二章課題曲であり、2022年12月28日に配信リリースされ、Spotifyのバイラルトップ50（日本）ウィークリーチャート3週連続1位を獲得した「LOVE RED」が収録。DVDにはデビュー曲「Sweet Rain」のミュージックビデオとメイキングが収録された。
表題曲「Sweet Rain」は、DJ DARUMA、T.Kura、Chaki Zuluがプロデュース。ミュージックビデオは、加藤ヒデジンが監督を務めている。

## アートワーク
楽曲のジャケットアートワークには、オフィシャルSNS等にも登場していたアイコニックなウルフキャラクターを起用。本作のビジュアルと衣装は、Wieden+Kennedy Tokyoが担当、表題曲「Sweet Rain」の「雨の中」は（モノトーン）、「雨上がり」は（カラフル）という2つの対照的なコンセプトで、空の移り変わりを表現。

## メディアでの使用
Sweet Rain
ナガシマスパーランド「ジャンボ海水プール」2023年CMソング

## 収録曲

### CD
1. Sweet Rain [3:01]
作詞・作曲：T.Kura・Chaki Zulu・JAY'ED・JUNE・YVES&ADAMS
2. LOVE RED [3:07]
作詞：SHOKICHI・AMBASS、作曲：FAST LANE

### DVD
1. Sweet Rain -Music Video-
2. Sweet Rain -Behind the Scenes-